# Belmonte in Sabina
Belmonte in Sabina ist eine italienische Gemeinde (comune) mit 631 Einwohnern (Stand 31. Dezember 2023) in der Provinz Rieti, Region Latium.

## Geographie
Belmonte liegt auf einem langgestreckten Höhenzug über dem Tal des Turano in den Sabiner Bergen,78 km nordöstlich von Rom und 35 km nordwestlich von Rieti. Die Ortsteile sind Prime Ville, Seconde Ville, Terze Ville, Sant’Elena, Zoccani, Bivio Parigi, San Nicola, Cava und Turano.
Belmonte ist Mitglied der Comunità Montana del Turano.
Die Nachbarorte sind Longone Sabino, Rieti, Rocca Sinibalda und Torricella in Sabina.

## Geschichte
Belmonte wurde erstmals als Castrum Belmontis in zwei Bullen des Papstes Johannes XXII. erwähnt. Besitzer waren die Familie De Romangia,   die Brancaleoni, Cesarini, Mattei, Lante Montefeltro della Rovere als Marchesi und seit 1781 die Marchesi Lepri.

## Bevölkerungsentwicklung
| Jahr      | 1861 | 1881 | 1901 | 1921 | 1936 | 1951 | 1971 | 1991 | 2001 | 2011 | 2021 |
| --------- | ---- | ---- | ---- | ---- | ---- | ---- | ---- | ---- | ---- | ---- | ---- |
| Einwohner | 1100 | 1211 | 1241 | 1201 | 1105 | 1132 | 614  | 627  | 617  | 649  | 637  |

Quelle: ISTAT

## Persönlichkeiten
- Celestino Rosatelli (1885–1945), Luftfahrtingenieur